# Боинг B-29
Боинг B-29 „Супертврђава“ (енгл. B-29 Superfortress) је био амерички тешки бомбардер из периода Другог свјетског рата. Први је бомбардер са кабином под притиском и једини авион који је бацио атомску бомбу у току ратних дејстава - на јапанске градове Хирошиму и Нагасаки.
Заједно са авионима B-24 Либерејтор и B-17 Летећа тврђава, чинили су главну снагу тешких бомбардера САД у Другом свјетском рату.
Производила га је фабрика Боинг од 1943. до 1946. Произведено је више од 3000 авиона B-29.

## Развој
Пројектовање и израда Боинговог модела 345 су били један од највећих напора индустрије у току Другог свјетског рата. Почело је у марту 1938. са захтјевом за нови бомбардер са кабином под притиском и стајним трапом типа трицикл. У августу 1940. добијен је новац за 2 прототипа, а у јануару 1942. Ратно ваздухопловство Америчке армије је наручило 14 предсеријских YБ-29 и 500 серијских авиона. Већ у фебруару група произвођача укључује Боинг, Бел, Норт Америкен и Фишер (Џенерал Моторс). До краја рата испоручено је 3.000 комада B-29 што је представљало изузетно достигнуће за то вријеме, пошто је израда B-29 тражила 5-6 пута више техничког напора него пређашњи бомбардери. Јачина мотора, тежина авиона, притисак кабине, даљински управљане куполе и системи авиона су представљали велике изазове.

## У борби
Прва борбена мисија је била 58. винга 5. јуна 1944. У 1945. 20 бомбардерских група са Маријанских острва су слале и по 500 бомбардера B-29 одједном да нападају јапанске градове, углавном са запаљивим бомбама. Верзија B-29Ц је имала митраљезе уклоњене (осим репних) да повећа брзину, висину лета и носивост.
У току рата неколико B-29 је извршило слијетање у СССР, гдје су интернирани. Совјетска копија је добила назив Тупољев Ту-4 (Ту-70 транспортни авион) и кориштени су низ година у Совјетском и Кинеском ратном ваздухопловству.
Авион B-29 „Енола Геј“ је бацио и прву атомску бомбу на Хирошиму 6. августа 1945. Неколико дана касније, 9. августа, B-29 „Бокскар“ је бацио атомску бомбу на Нагасаки.
Послије рата је било 19 америчких варијанти B-29, уз додатне у Краљевском ратном ваздухопловству којем су B-29 авиони испоручени послије Другог светског рата. У РАФ-у су добили име Вашингтон.
Б-29 су кориштени и у Корејском рату 1950-1953, првобитно као дневни, а послије као ноћни бомбардери због великих губитака узрокованих противничким ловцима МиГ-15.

## Карактеристике
- Тешки бомбардер
- Први лет прототипа: 21. септембар 1942.
- Крај испорука: мај 1946.
- Произвођач: Боинг (Boeing)
- Димензије
- Масе
- Погонска група
- Мотори: четири, Рајт-3350-23 Дуплекс Сајклон (Duplex Cyclone) снаге по 2200 КС сваки

## Перформансе
- Максимална брзина: 575 Km/h на 9144
- Радијус дејства: 5230 Km са теретом бомби 4540
- Оперативни плафон: 10973
- Брзина уздизања: до 7620 m за 43 мин

## Наоружање
- Стрељачко: 10 митраљеза 12.7 mm Браунинг (Browning) у 5 купола. Репна купола је понекад имала и топ калибра 20 mm.
- Бомбе: највише до 9072